# Ратечево Брдо
Ратечево Брдо (словен. Ratečevo Brdo) — поселення в общині Ілірська Бистриця, Регіон Нотрансько-крашка, Словенія. Висота над рівнем моря: 538,5 м.